# Mokulēʻia
Mokulēʻia (hawaiisch: „Distrikt des Überflusses“) ist ein Census-designated place an der North Shore der Hawaii-Insel Oʻahu mit rund 2000 Einwohnern.

## Geschichte
Die Entwicklung des Ortes begann mit der Plantagenwirtschaft, als um 1878 die ersten Zuckerrohrfelder angelegt wurden. Zuvor wurde Viehwirtschaft betrieben. Der Ort entstand größtenteils auf dem Land, das ursprünglich zur 1897 gegründeten Dillingham Ranch gehörte. Benjamin Dillingham hatte zuvor die Oahu Railway and Land Company gegründet, die bis 1898 eine Eisenbahnlinie von Honolulu zu seiner Ranch und weiter nach Haleʻiwa baute. Die 2740-acre große Ranch wurde zuletzt 2006 für 26 Millionen US-Dollar verkauft und 2020 für 45 Millionen US-Dollar angeboten.
Mokulēʻia war der erste Ort in Hawaii, in dem sich Koreaner ansiedelten. Die erste Gruppe kam 1903 mit der Eisenbahn aus Honolulu an. Sie wurden für die Arbeit auf den Zuckerrohr- und Ananasplantagen ins Land geholt und waren bei den Plantagenbesitzern sehr beliebt, „weil sie keinerlei Klagen vorbrachten“.

## Demographie
Der Ort zählt 1959 Einwohner, die sich zusammensetzen aus: 70,6 % Weiße, 18,2 % gemischtrassig, 15 % Hispanics, 6,8 % Asiaten, 1,7 % Hawaiianer und andere Polynesier sowie 1,3 % Schwarze. Das mittlere Jahreseinkommen beträgt 43.807 US-Dollar (Stand 2019).

## Dillingham Airfield
1941 wurde am westlichen Rand des Ortes eine Start- und Landepiste für Kampfflugzeuge gebaut. Bis 1945 wurde die Landebahn des Mokuleia Airfield auf 2743 m (9000 Fuß) verlängert, sodass sie auch von B-52 Bombern genutzt werden konnte. 1948 wurde sie in Dillingham Air Force Base umbenannt, nach einem Sohn der Rancher-Familie, der als B-52 Pilot im Einsatz über Kawasaki ums Leben gekommen war. Seit 1962 wird das Gelände von der US-Army an den Bundesstaat Hawaii verpachtet. Es wird für Fallschirmsprünge, Segelflüge und andere zivile Flugaktivitäten genutzt.

## Mokulēʻia Beach Park
Gegenüber vom Dillingham Airfield befindet sich der Mokulēʻia Beach Park mit langem Sandstrand. Er bietet mit seinem flachen Riff gute Bedingungen zum Schwimmen, Schnorcheln, Surfen und Windsurfen. Er verfügt über Picknicktische, einen Campingplatz und mietbare Hütten. Am Mokulēʻia Beach wurde die Fernsehserie Lost gedreht.

## „Fake Farms“
Mokulēʻia ist besonders von einem profitorientierten Trend bedroht, der sich seit einiger Zeit auch in anderen Orten der North Shore abzeichnet. Die Eigentümergesellschaft der Dillingham Ranch plante, einen Teil des Landes nahe dem Strand in 70 Einzelparzellen aufzuteilen und für jeweils mindestens eine Million US-Dollar an „Gentleman-Farmer“ zu verkaufen. Um den offiziellen Status als Agrarland zu erhalten, sollte jeder neue Eigentümer einige Obstbäume auf dem Grundstück anpflanzen. Gegen diese sogenannten „Fake Farms“ regte sich bei der Bevölkerung Widerstand, es würden damit u. a. das landwirtschaftliche Potenzial der Insel nicht ausgeschöpft, das Habitat seltener Tierarten zerstört und die vorhandenen Trinkwasserablagerungen in den Gesteinsschichten entleert. Um diese Umwandlung des Agrarlands in Luxusresidenzen zu verhindern, wurde Anfang 2021 im Parlament des Bundesstaates eine neue Gesetzesvorlage eingeführt, mit der die bisherigen Gesetzeslücken geschlossen werden sollen.